# Quận Cass, Iowa
Quận Cass là một quận thuộc tiểu bang Iowa, Hoa Kỳ. Quận lỵ đóng ở Atlantic6. Quận được đặt tên theo Lewis Cass, ứng cử viên Cộng hòa chạy đua vào chức tổng thống.
Dân số theo điều tra năm 2000 của Cục điều tra dân số Hoa Kỳ là 13.956 người.

## Địa lý
Theo Cục điều tra dân số Hoa Kỳ, quận này có diện tích 565,01 dặm vuông Anh (1.463,4 km2), trong đó có 0,68 dặm vuông Anh (1,8 km2) là diện tích mặt nước.

### Xa lộ chính
| - Interstate 80 - U.S. Highway 6 - U.S. Highway 71 - Iowa Highway 48 | - Iowa Highway 83 - Iowa Highway 92 - Iowa Highway 148 - Iowa Highway 173 |